# Cantó de Dun
El cantó de Dun és un cantó francès del departament de Cruesa, situat al districte de Garait. Té 13 municipis i el cap és Dun.

## Municipis
- La Céle (Dun)
- La Chapèle
- Colonzanas
- Crosenc
- Dun
- Fraisselines
- La Fag
- Maison Feine
- Nalhac
- Sanhac
- Sent Sebastian
- Sent Sepise (Dun)
- Vilar

## Història
| Data d'elecció                           | Identitat            | Partit                     | Qualitat |
| ---------------------------------------- | -------------------- | -------------------------- | -------- |
| 1970-1976                                | Eugène Caillaud      | PS                         |          |
| 1976-1988                                | Pierre Delille       | Divers droite, després RPR |          |
| 1988-2001                                | Roland Aupetit       | RPR                        |          |
| 2001-2008                                | Jean-Claude Dugenest | PS                         |          |
| 2008-                                    | Laurent Daulny       | UMP                        |          |
| les dades anteriors no són pas conegudes |                      |                            |          |
|                                          |                      |                            |          |

## Demografia
| 1962  | 1968  | 1975  | 1982  | 1990  | 1999  | 2006  |
| ----- | ----- | ----- | ----- | ----- | ----- | ----- |
| 9.018 | 9.648 | 8.828 | 7.967 | 7.132 | 6.575 | 6.536 |